# Ершовка (Новосибирская область)
Ершовка — деревня в Колыванском районе Новосибирской области. Входит в состав Пихтовского сельсовета.

## География
Площадь деревни — 30 гектаров.

## Население
| 2002 | 2007 | 2010 |
| ---- | ---- | ---- |
| 41   | ↗51  | ↘32  |

## Инфраструктура
В деревне по данным на 2007 год функционирует 1 учреждение здравоохранения.